# Nitroamine

Structuur van de nitroamino-groep

Nitroamines zijn organische verbindingen waarin een nitrogroep direct aan een amine is gekoppeld. De (anorganische) stamverbinding, met R1 = R2 = H, is nitramide, {\displaystyle {\ce {H2NNO2}}}.